# ВЛ65
ВЛ65 (Владимир Ленин, тип 65) — шестиосный грузо-пассажирский электровоз переменного тока напряжения 25 кВ. Последний российский электровоз, носящий обозначение ВЛ. Выпускался с 1992 по 1999 годы Новочеркасским электровозостроительным заводом (НЭВЗ). Механическая часть (кузов и тележки) создана на базе грузового электровоза ВЛ85 и самыми значительными отличиями являются иная конструкция буксовых узлов и наличие второй кабины вместо межсекционного перехода. Создавался как замена устаревшим электровозам ВЛ60. Всего было выпущено 48 электровозов серии, все они по состоянию на 2017 приписаны к депо Нижнеудинск.

## История создания и выпуска

### Предпосылки к созданию
В начале 1990-х годов на железных дорогах России ощущался дефицит пассажирских электровозов. В период 1960—1980-х годов в СССР производились преимущественно грузовые и грузопассажирские электровозы, в то время как пассажирские закупались у завода Skoda в Чехословакии. Однако после распада СССР и появления таможенных пошлин закупать импортные локомотивы стало слишком дорого, в то время как собственного производства пассажирских электровозов в СССР не было. На многих российских линиях, электрифицированных переменным током, для вождения пассажирских поездов продолжали использоваться грузопассажирские электровозы серий ВЛ60, которые технически устарели и отчасти были изношены физически. Шестиосные пассажирские электровозы переменного тока ЧС4, ЧС4т использовались преимущественно лишь на наиболее скоростных и загруженных маршрутах и их парка было недостаточно.
Создание и производство новых пассажирских электровозов было поручено Новочеркасскому электровозостроительному заводу, являющемуся крупнейшим электровозостроительным предприятием страны. Для скорейшего пополнения парка новыми шестиосными электровозами было принято решение об их создании на основе конструкции серийно выпускаемых НЭВЗом грузовых электровозов. За основу были взяты грузовые двухсекционные электровозы ВЛ85, которые положительно зарекомендовали себя в эксплуатации и имели две однокабинные шестиосные трёхтележечные секции, подходящие для создания на их основе шестиосного односекционного локомотива.
На первом этапе в целях скорейшего пополнения парка новыми локомотивами было решено в сжатые сроки создать универсальный грузопассажирский электровоз переходной конструкции, который фактически представлял собой односекционный двухкабинный вариант ВЛ85 с изменённым передаточным отношением редуктора для повышения скорости и понижения силы тяги, и выпустить опытную партию. И лишь впоследствии на их основе планировалось создать пассажирские локомотивы усовершенствованной конструкции, оснащённые микропроцессорной системой управления и снабжённые более скоростными редукторами и опорно-рамным подвешиванием двигателей на тележках вместо опорно-осевого.

### Выпуск
В 1992 году завод выпустил два опытных односекционных двухкабинных грузопассажирских электровоза, получивших обозначение серии ВЛ65 и номера 001 и 002. В названии серии ВЛ65 («Владимир Ленин», 6-осный, 5-й подтип) вторая цифра 5 была выбрана с целью указать на схожесть конструкции с ВЛ85, имевшими по три двухосных тележки на секцию, поэтому обозначения ВЛ63 и 64 были пропущены. Конструкционная скорость электровозов по сравнению с ВЛ85 увеличилась до 120 км/ч, но они как и грузовые локомотивы имели опорно-осевое подвешивание двигателей. Поскольку типоразмерный ряд не предусматривал постройку пассажирских электровозов с опорно-осевой подвеской двигателей и конструкционной скоростью 120 км/ч, то в техническом задании эти локомотивы были обозначены для вождения грузопассажирских и почтово-багажных поездов.
После завершения испытаний с 1994 года эти электровозы начали выпускаться серийно по 1999 год, и в общей сложности было выпущено 48 локомотивов серии. Данные по выпуску электровозов серии по годам приведены в таблице:
| Год выпуска | Количество | Номера   |
| ----------- | ---------- | -------- |
| 1992        | 2          | 001, 002 |
| 1994        | 3          | 003—005  |
| 1995        | 12         | 006—017  |
| 1996        | 8          | 018—025  |
| 1997        | 5          | 026—030  |
| 1998        | 6          | 031—036  |
| 1999        | 12         | 037—048  |
| Всего       | 48         | 001—048  |

### Электровозы ЭП1, созданные на основе ВЛ65
На базе электровоза ВЛ65 был создан пассажирский электровоз ЭП1, принявший в 1999 году у ВЛ65 эстафету выпуска и ставший вторым, окончательным этапом в создании отечественного пассажирского локомотива. В связи с общей декоммунизацией названий после распада СССР НЭВЗ начиная с этой серии отказался от букв «ВЛ» для электровозов и перешёл к новому формату присвоения серий, начинавшемуся с буквы «Э» для грузовых и «ЭП» для пассажирских электровозов. От ВЛ65 он имел следующие основные отличия:

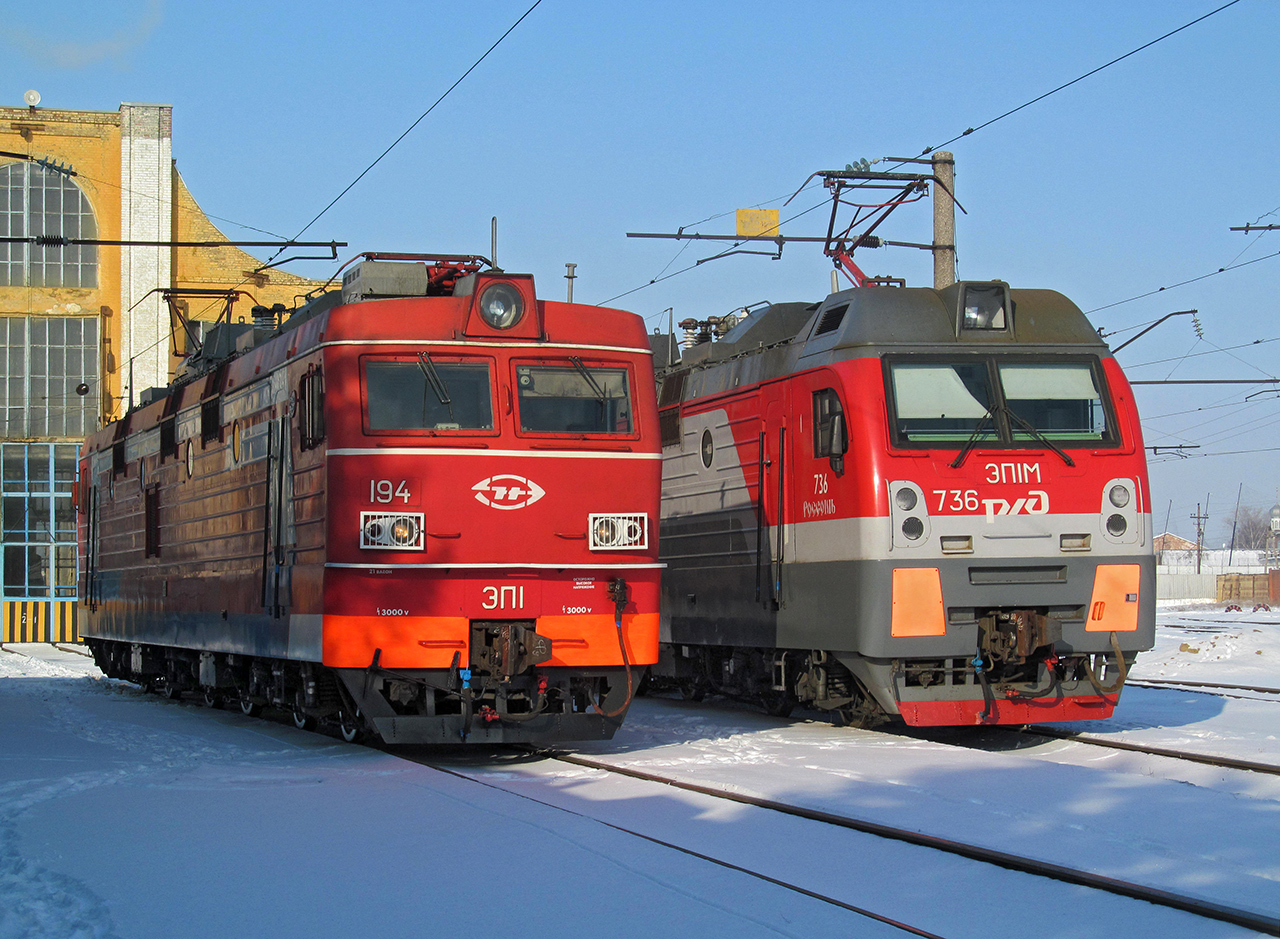
Электровозы ЭП1-194 и ЭП1М-736

- применены новые тяговые двигатели НБ-520В, имеющие большую частоту вращения и опорно-рамную подвеску, что уменьшает воздействие машины на путь и удары от пути на сами двигатели;
- изменено передаточное число тяговых редукторов, приведшее к повышению конструкционной скорости до 140 км/ч при одновременном снижении силы тяги, что приспособило электровоз к скоростям и весу пассажирских составов;
- убрана возможность работы по системе многих единиц и предназначенные для этого розетки под буферными фонарями;
- появилась возможность работы мотор-вентиляторов и мотор-насоса на низкой (сниженной втрое) скорости путём запитывания их напряжением 90 В с частотой 16,66 Гц от статического преобразователя. Это обеспечивает экономию электроэнергии и снижает уровень шума;
- с номера 029 двигатели мотор-компрессоров НВА-55 заменены на восьмиполюсные НВА-22, в результате чего компрессоры работают на низкой скорости;
- в системе управления электровозом установлены два компьютера — основной и резервный, обеспечивающие контроль и управление электровозом, а пульт управления в кабине машиниста стал оснащаться электронным дисплеем бортового компьютера.

Электровозы ЭП1 с кабиной, аналогичной кабине ВЛ65, выпускались по 2007 год, всего было выпущено 381 электровоз серии. В дальнейшем вместо них стали выпускаться модифицированные электровозы ЭП1М и ЭП1П с более обтекаемой пластиковой кабиной, полупантографами и более современным и удобным пультом управления. По состоянию на 2019 год было выпущено 419 электровозов ЭП1М и 74 ЭП1П.

## Общие сведения

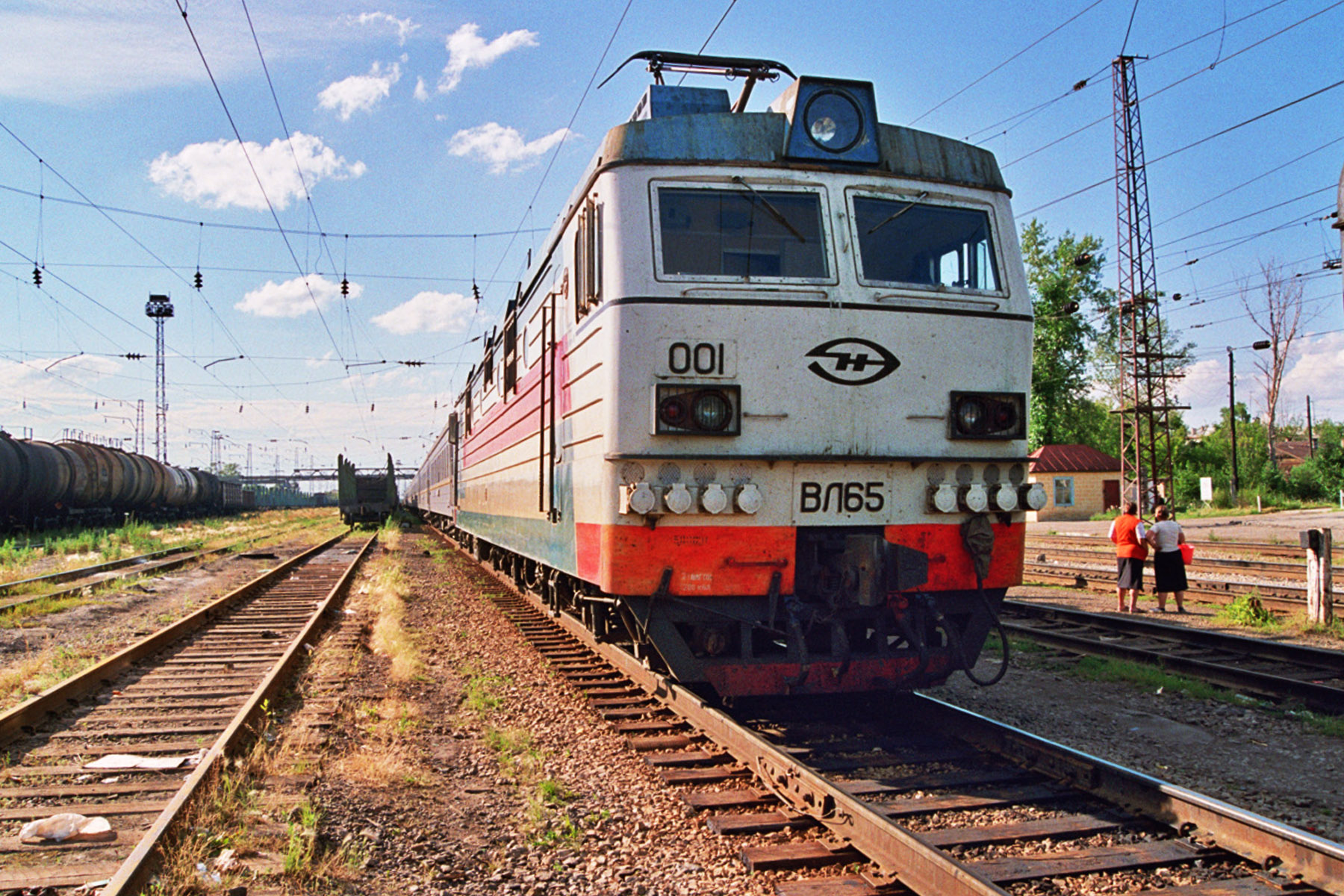
Электровоз ВЛ65-001

Магистральные электровозы семейства ВЛ65 предназначены для вождения грузопассажирских, почтово-багажных и пассажирских поездов и грузовых поездов на железных дорогах колеи 1520 мм, электрифицированных переменным током номинального напряжения 25 кВ и частоты 50 Гц. В эксплуатации с пассажирскими поездами электровозы применимы главным образом на маршрутах со сложным горным профилем, где скорости движения поездов не высоки и вместо них требуется увеличенная сила тяги, а также на линиях, где содержание отдельного грузового и пассажирского электровозного парка нецелесообразно по причине небольшой интенсивности движения.
При необходимости два электровоза могут сцепляться по системе многих единиц, что позволяет электровозам водить грузовые составы большой длины — по мощности сцеп из двух ВЛ65 эквивалентен электровозу ВЛ85, однако уступает ему по силе тяги, в то же время выигрывая в скорости движения (при вождении пассажирских составов сцеп двух электровозов нецелесообразен из-за их меньшего веса).
Электровозы ВЛ65 позиционируются производителем в качестве замены советских электровозов ВЛ60. На базе ВЛ65 создан более скоростной и менее сильный пассажирский вариант — ЭП1, для которого ВЛ65 послужил своеобразным переходным звеном от строительства грузовых электровоз к пассажирским.

### Технические характеристики
Основные технические характеристики электровозов ВЛ65, а также созданных на их основе пассажирских модификаций — ЭП1, ЭП1М и ЭП1П:
| Осевая формула                                                    | Осевая формула                                                    | 20—20—20                     | 20—20—20                     | 20—20—20                                | 20—20—20                                |
| Размеры                                                           |                                                                   |                              |                              |                                         |                                         |
| Габарит                                                           | Габарит                                                           | 1-Т                          | 1-Т                          | 1-Т                                     | 1-Т                                     |
| Длина, мм                                                         | по осям автосцепок                                                | 22 500                       | 22 500                       | 22 532                                  | 22 532                                  |
| Длина, мм                                                         | по буферным брусьям                                               | 21 280                       | 21 280                       | 21 280                                  | 21 280                                  |
| Ширина, мм                                                        | по боковым стенам                                                 | 3180                         | 3180                         | 3180                                    | 3180                                    |
| Ширина, мм                                                        | по раме                                                           | 3232                         | 3232                         | 3232                                    | 3232                                    |
| Ширина, мм                                                        | по зеркалам                                                       | 3565                         | 3565                         | 3565                                    | 3565                                    |
| Высота от уровня рельс, мм                                        | крыши кузова                                                      | 4250                         | 4250                         | 5100 (обтекатели) 4250 (основная часть) | 5100 (обтекатели) 4250 (основная часть) |
| Высота от уровня рельс, мм                                        | опущенного токоприёмника                                          | 5050                         | 5050                         | 5050                                    | 5050                                    |
| Высота от уровня рельс, мм                                        | поднятого токоприёмника                                           | 5500 — 7000                  | 5500 — 7000                  | 5500 — 7000                             | 5500 — 7000                             |
| Высота от уровня рельс, мм                                        | оси автосцепок                                                    | 1060±20                      | 1060±20                      | 1060±20                                 | 1060±20                                 |
| Размеры ходовой части, мм                                         | База между центрами тележек                                       | 6765 + 6765                  | 6765 + 6765                  | 6765 + 6765                             | 6765 + 6765                             |
| Размеры ходовой части, мм                                         | Колёсная база тележек                                             | 2900                         | 2900                         | 2900                                    | 2900                                    |
| Размеры ходовой части, мм                                         | Диаметр новых колёс                                               | 1250                         | 1250                         | 1250                                    | 1250                                    |
| Размеры ходовой части, мм                                         | Ширина колеи                                                      | 1520                         | 1520                         | 1520                                    | 1520                                    |
| Размеры ходовой части, мм                                         | Минимальный радиус проходимых кривых                              | 125*103                      | 125*103                      | 125*103                                 | 125*103                                 |
| Массо-весовые характеристики                                      |                                                                   |                              |                              |                                         |                                         |
| Рабочая масса, т                                                  | Рабочая масса, т                                                  | 132                          | 132                          | 132                                     | 132                                     |
| Нагрузка от оси на рельсы, тс                                     | Нагрузка от оси на рельсы, тс                                     | 22                           | 22                           | 22                                      | 22                                      |
| Масса крайней/средней тележки, т                                  | Масса крайней/средней тележки, т                                  | 21,15 / 20,37                | 21,15 / 20,37                | 21,15 / 20,37                           | 21,15 / 20,37                           |
| Запас песка, кг                                                   | Запас песка, кг                                                   | 780                          | 780                          | 780                                     | 780                                     |
| Тяговые характеристики                                            |                                                                   |                              |                              |                                         |                                         |
| Напряжение и род тока                                             | Напряжение и род тока                                             | 25 кВ, 50 Гц, переменный ток | 25 кВ, 50 Гц, переменный ток | 25 кВ, 50 Гц, переменный ток            | 25 кВ, 50 Гц, переменный ток            |
| Передаточное отношение редуктора                                  | Передаточное отношение редуктора                                  | 81 : 28 (2,893)              | 85 : 26 (3,269)              | 85 : 26 (3,269)                         | 88 : 23 (3,826)                         |
| Мощность на валах двигателей, кВт                                 | часового режима                                                   | 5010 (6 × 835)               | 4700 (6 × 783,6)             | 4700 (6 × 783,6)                        | 4700 (6 × 783,6)                        |
| Мощность на валах двигателей, кВт                                 | длительного режима                                                | 4450 (6 × 780)               | 4400 (6 × 733,6)             | 4400 (6 × 733,6)                        | 4400 (6 × 733,6)                        |
| Сила тяги, кН (тс)                                                | при трогании с места                                              | ?                            | 380 (38,75)                  | 380 (38,75)                             | 440 (44,87)                             |
| Сила тяги, кН (тс)                                                | часового режима                                                   | 245 (25)                     | 230 (23,45)                  | 230 (23,45)                             | 270 (27,53)                             |
| Сила тяги, кН (тс)                                                | длительного режима                                                | 225 (22,94)                  | 210 (21,41)                  | 210 (21,41)                             | 250 (25,5)                              |
| Сила тяги, кН (тс)                                                | длительного режима при 48 % возбуждения                           | ?                            | 152 (15,5)                   | 152 (15,5)                              | 178 (18,15)                             |
| Сила тяги, кН (тс)                                                | длительного ускоренного режима                                    | ?                            | 120 (12,24)                  | 120 (12,24)                             | 148 (15,1)                              |
| Сила тяги, кН (тс)                                                | при конструкционной скорости                                      | ?                            | 90 (9,18)                    | 90 (9,18)                               | 100 (10,2)                              |
| Скорость, км/ч                                                    | часового режима                                                   | 68                           | 70                           | 70                                      | 60                                      |
| Скорость, км/ч                                                    | длительного режима                                                | 70,2                         | 72                           | 72                                      | 61,5                                    |
| Скорость, км/ч                                                    | длительного режима при 48 % возбуждения                           | ?                            | 106                          | 106                                     | 90                                      |
| Скорость, км/ч                                                    | длительного ускоренного режима                                    | ?                            | 120                          | 120                                     | 100                                     |
| Скорость, км/ч                                                    | конструкционная                                                   | 120                          | 140                          | 140                                     | 120                                     |
| Максимальное усилие растяжения, не вызывающее деформаций, кН (тс) | Максимальное усилие растяжения, не вызывающее деформаций, кН (тс) | 1960 (200)                   | 1960 (200)                   | 1960 (200)                              | 1960 (200)                              |
| Мощность рекуперативного торможения, кВт                          | краткая                                                           | 6500                         | 6500                         | 6500                                    | 6500                                    |
| Мощность рекуперативного торможения, кВт                          | длительная                                                        | 4500                         | 4500                         | 4500                                    | 4500                                    |
| Мощность системы отопления вагонов (3 режима), кВА                | Мощность системы отопления вагонов (3 режима), кВА                | 300/720/1200 (21 вагон)      | 300/720/1200 (21 вагон)      | 300/720/1200 (21 вагон)                 | 300/720/1200 (21 вагон)                 |

### Нумерация и маркировка
Электровозы ВЛ65 получали трёхзначные номера, начиная с 001. Маркировка серии и номера нанесена на лобовой части аналогично электровозам ВЛ85 в виде объёмных металлических букв: серия ВЛ65 указывается по центру над автосцепкой, а трёхзначный номер — над правым буферным фонарём под лобовым стеклом. Данная схема маркировки после ВЛ65 была продолжена и у их пассажирского варианта — электровозов ЭП1.

### Окраска
Электровоз ВЛ65-001 был выпущен с завода-изготовителя в стандартной для российских локомотивов зелёной окраске, но после испытаний был перекрашен в белый цвет. В такой же белой окраске с завода вышли и остальные машины до номера 003 включительно. После № 004 электровозы ВЛ65 окрашивались в красный цвет. № 005 и 018 и 024 во время нахождения в депо Иркутск были окрашены в синий цвет, под фирменный поезд «Байкал», № 013 и 023 носили на борту надпись «Россия», а белыми к середине 2000-х годов остались лишь № 001 и 006, остальные также были покрашены в красный цвет. С середины 2007 года депо Карталы начало быстро перекрашивать все электровозы в зелёный цвет, а в середине 2008 года все ВЛ65 ушли в Северобайкальск, где были перекрашены в бело-синюю окраску.

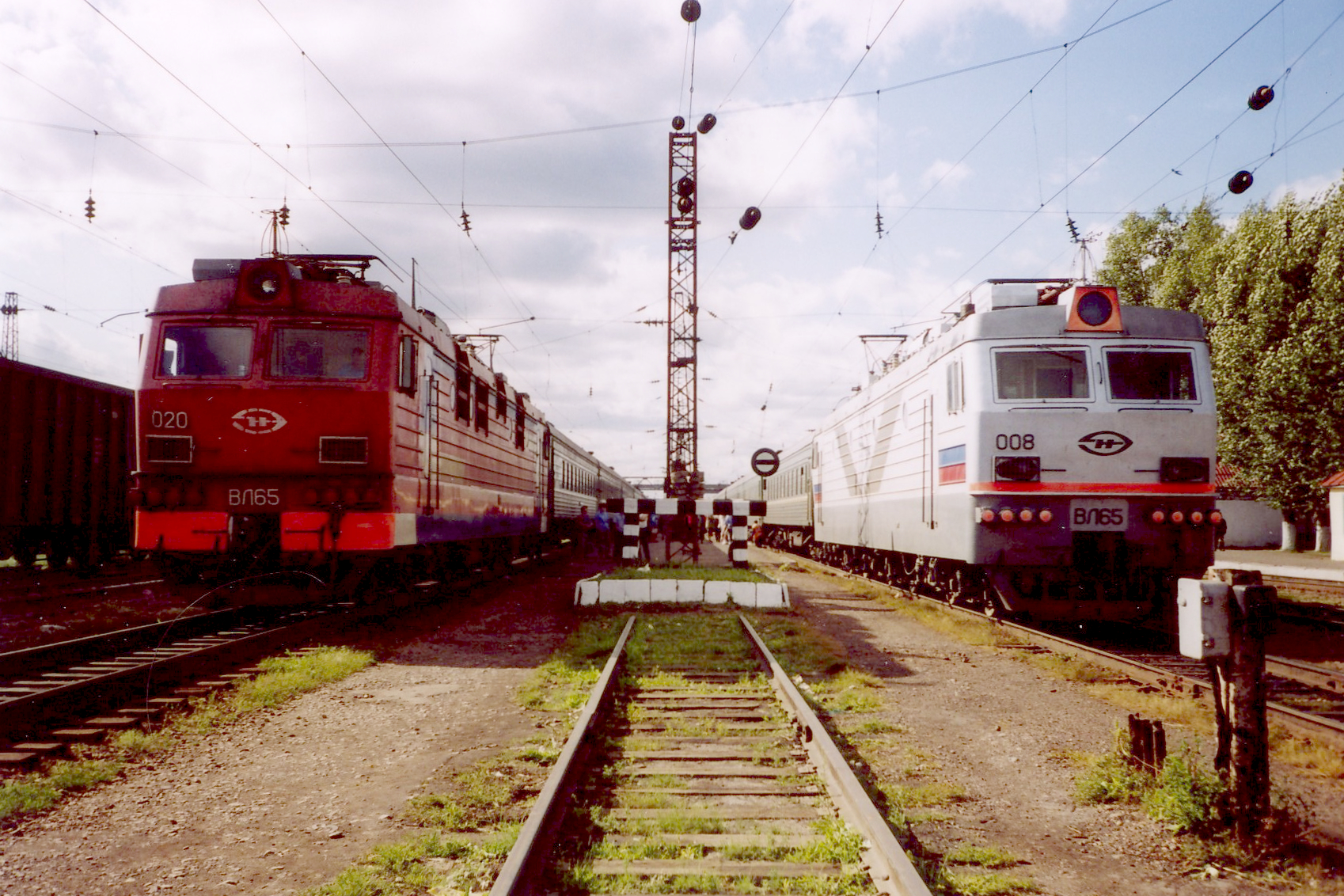
ВЛ65-020 красного и ВЛ65-008 белого цвета
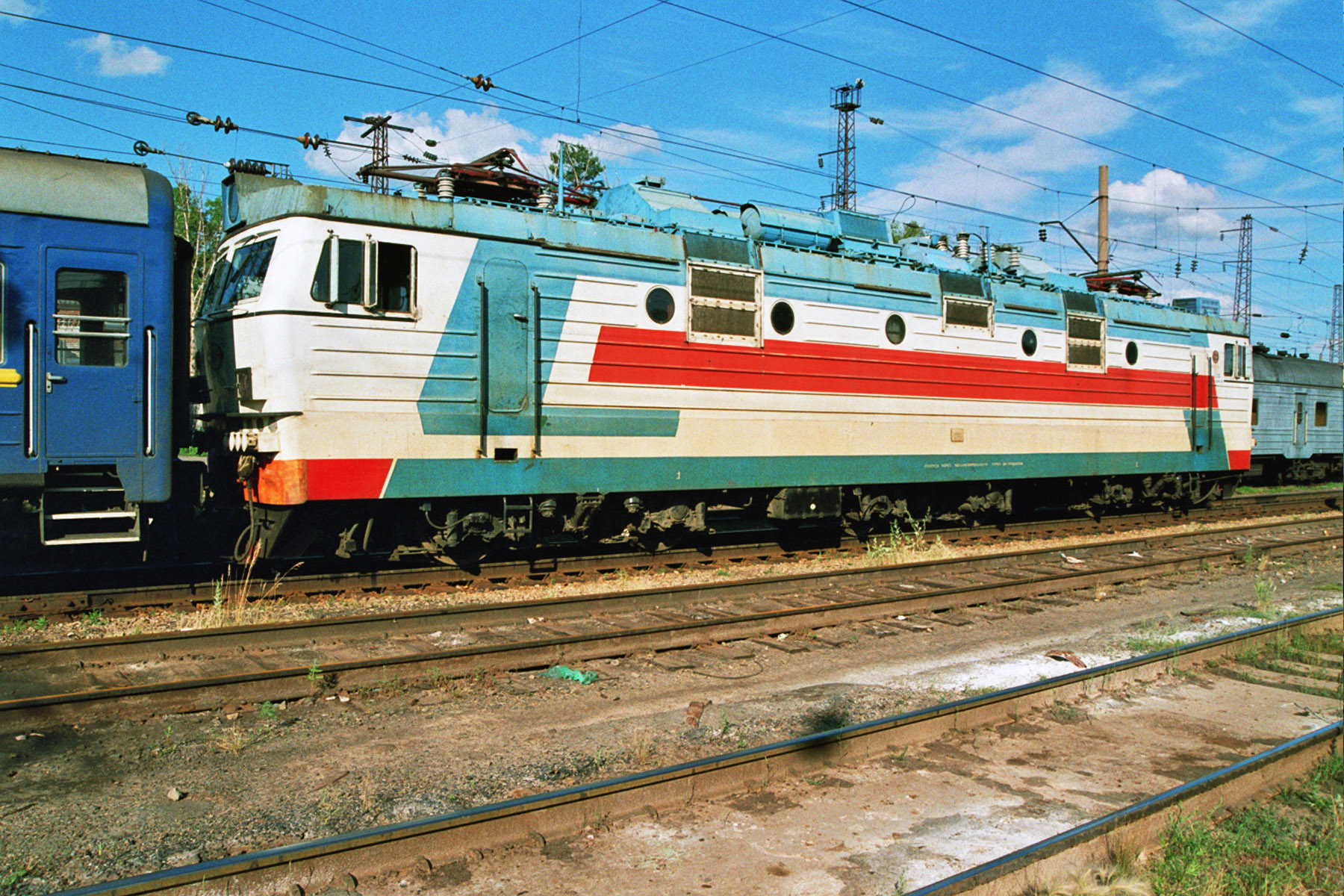
ВЛ65-001, Иланская, 16 липца 2000
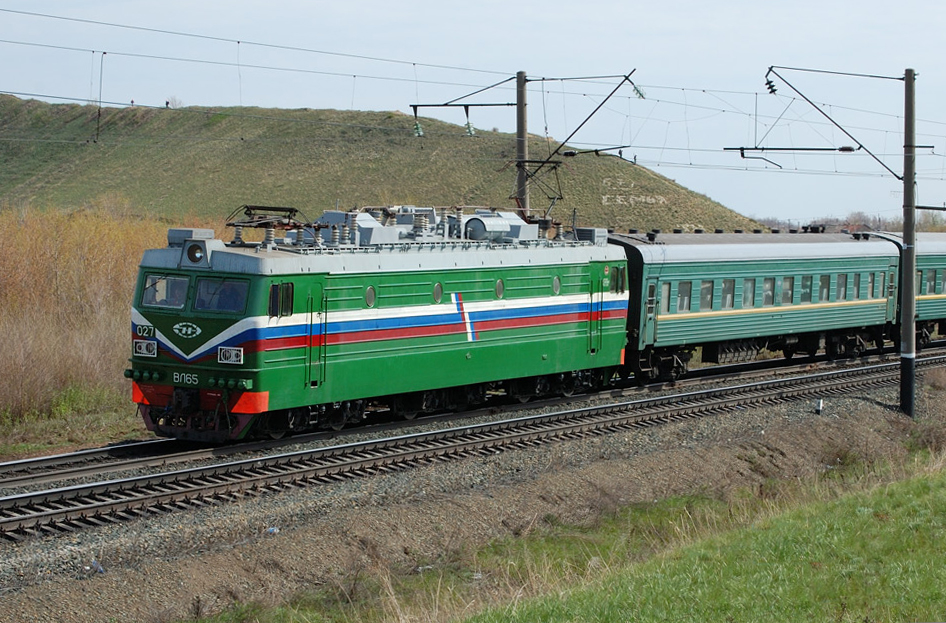
ВЛ65-027, Оренбург, апрель 2008
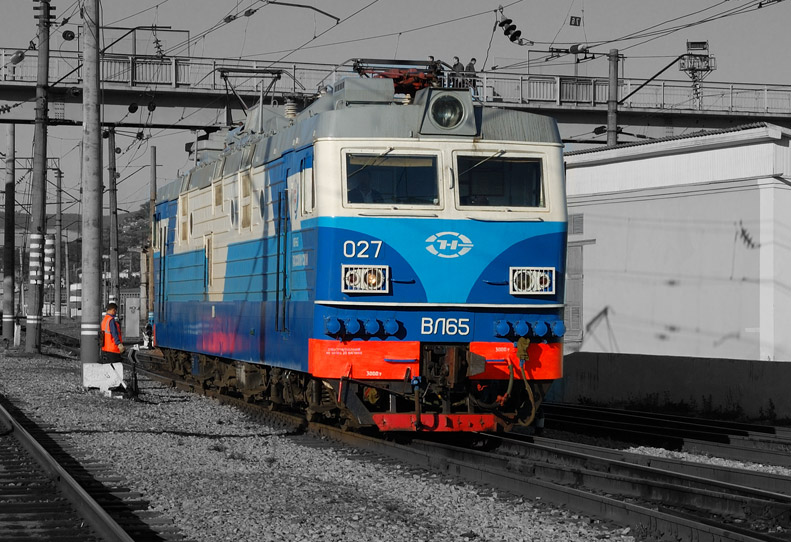
ВЛ65-027, Красноярск, август 2008

## Конструкция

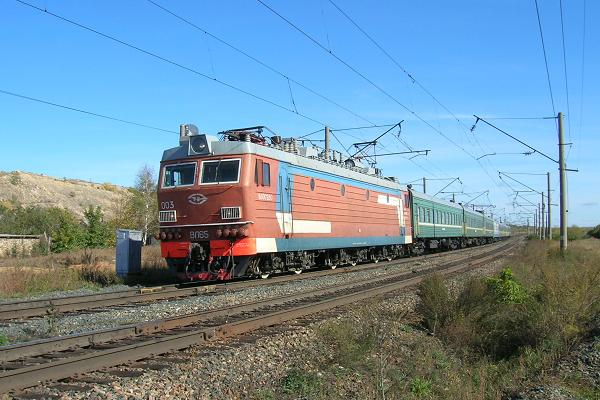
Красный электровоз ВЛ65-003, окрестности Оренбурга

### Механическая часть

#### Кузов
Кузов электровоза — вагонного типа с двумя кабинами по концам, металлический, сваренный из прокатных и гнутых профилей и листового металла. Он состоит из главной рамы, лобовых масок кабин, боковых стен и крыши. Кузов имеет полунесущий тип — основную нагрузку воспринимает главная рама, а меньшую часть — каркасы и боковые стены. Кабины электровоза сварены из стальных листов и имеют плоскую форму.

#### Тележки
Как и у секции ВЛ85, кузов ВЛ65 опирается на три двухосные моторные тележки.
Рессорное подвешивание — двухступенчатое. В первой буксовой ступени рама тележки опирается на приливы корпуса букс через двенадцать спиральных пружин (по две на каждую буксу), а во второй кузовной ступени — через поперечные подвески. На крайние тележки кузов опирается через обычную люлечную подвеску, а на среднюю через опоры с шарнирами Гука. Эти опоры имеют большую длину и обеспечивают большой относ тележки, что позволяет тележке смещаться вбок, улучшая вписывание электровоза в кривые. Тягово-тормозные усилия передаются через наклонные тяги — двухстороннего действия на крайних тележках и одностороннего действия на средней.
Отличие от электровоза ВЛ85 заключается в тележках, которые спроектированы заново (тележки ВЛ85 ведут свою родословную ещё с электровоза ВЛ80 и лишь модернизированы под систему передачи усилий для использования на ВЛ85). Пружины буксового подвешивания опираются не на подвешенную к буксе листовую рессору, а на крылья самой буксы. Кроме того, каждый буксовый узел имеет в своём составе гидрогаситель (амортизатор), гасящий вертикальные колебания. Крайние колёсные пары со стороны кабины оборудованы системой смазки. На электровозе применена рычажная система с двухсторонним нажатием тормозных колодок на каждое колесо.
Каждая колёсная пара имеет индивидуальный привод от своего тягового электродвигателя. Зубчатая передача тягового редуктора — двухсторонняя, жёсткая, косозубая. Подвеска тяговых двигателей, как и на ВЛ80 и ВЛ85, опорно-осевая маятниковая, при которой двигатель с одной стороны опирается на ось колёсной пары через моторно-осевые подшипники, а с другой стороны подвешен через резиновые прокладки к серьге, прикреплённой к раме тележки.
На ВЛ65-016 в опытном порядке были применены новые тяговые двигатели НБ-520, имеющие опорно-рамную подвеску и более скоростной тяговый редуктор с передаточным отношением 2,793 вместо 2,893. Данная конструкция подвески стала применяться серийно на электровозах ЭП1, хотя в связи с применением более часто вращающихся двигателей передаточное отношение редуктора было увеличено.

### Интерьер

#### Кабина машиниста

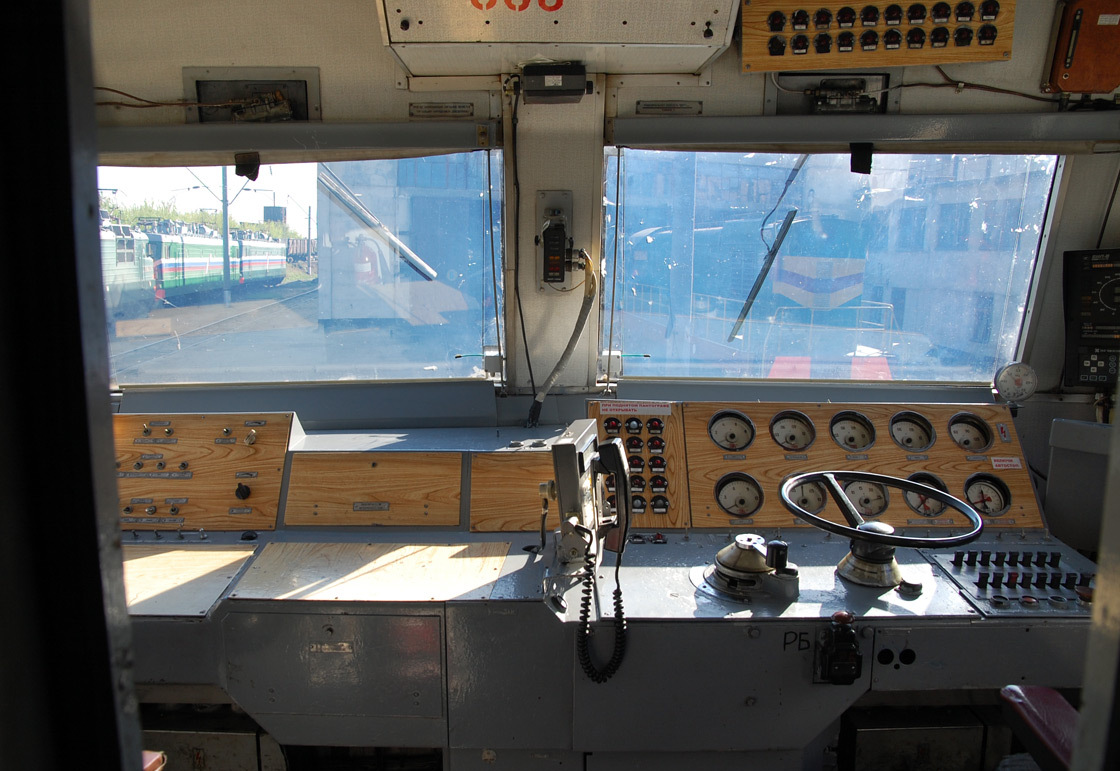
Кабина ВЛ65-005
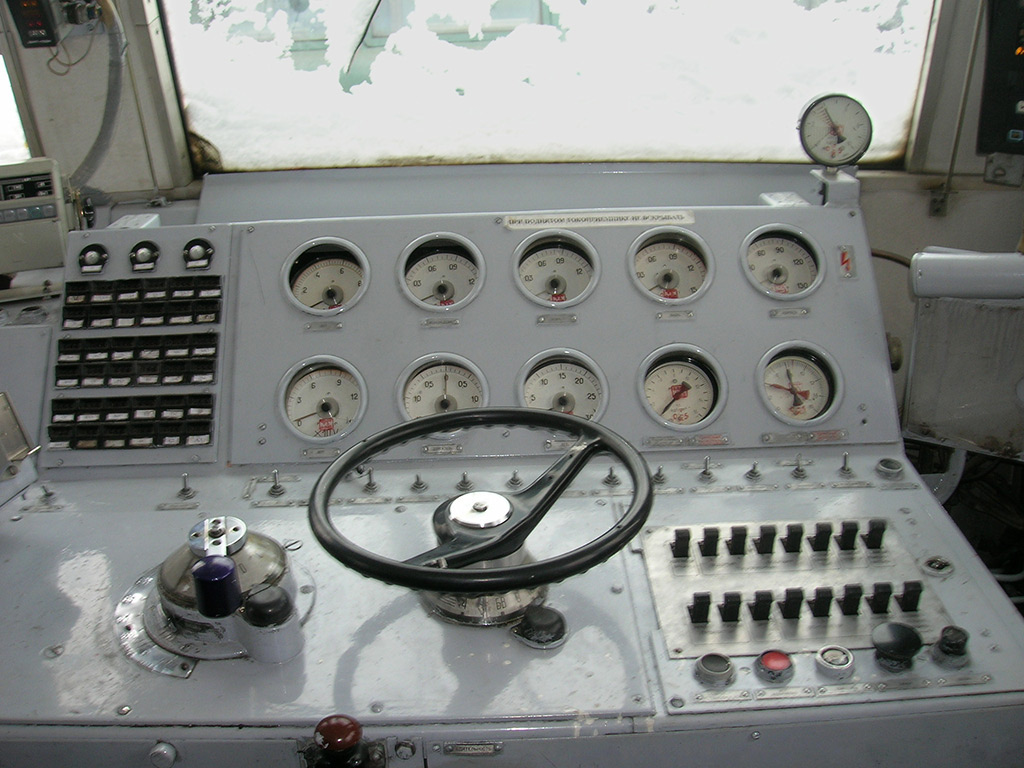
Пульт ВЛ65-028

### Электрическая часть

#### Крышевое токоведущее оборудование
На крыше электровоза установлено токоведущее оборудование, служащее для передачи высокого напряжения от контактной сети к тяговому трансформатору электровоза, а также разъединения электрической цепи. Оно включает в себя два токоприёмника, дроссели радиопомех, воздушные разъединители, главный воздушный выключатель, трансформатор тока выполняющий роль главного ввода и токоведущие шины для подвода тока. Токоприёмники размещены вблизи краёв крыши электровоза вблизи кабин машиниста и представляют собой пантографы.

#### Преобразующее оборудование
Тяговый трансформатор ОНДЦЭ-5700/25-У2 служит для понижения входного высокого напряжения контактной сети до напряжения цепей тяговых двигателей, возбуждения, собственных нужд, отопления и энергоснабжения поезда, а также для преобразования в режиме рекуперации напряжения от тяговых двигателей в напряжение контактной сети или других систем поезда. Трансформатор установлен в середине высоковольтной камеры электровоза. Он имеет сетевую обмотку (номинальная мощность — 6583 кВ⋅А при напряжении 25 кВ), две группы тяговых обмоток, состоящих из трёх секций каждая (номинальный ток — 1970 А, напряжение — 1260 В), обмотку собственных нужд (напряжение — 405 и 225 В, номинальный ток — 600 А), обмотку для возбуждения тяговых электродвигателей (номинальный ток — 650 А, напряжение — 270 В) и обмотку отопления (мощность — 1200 кВ⋅А, напряжение — 3147 В). Охлаждение трансформатора — принудительное масляно-воздушное; масса трансформатора — 9800 кг.
Выпрямительно-инверторные преобразователи ВИП-5600УХЛ2 служат для преобразования подаваемого от тяговых обмоток трансформатора переменного тока частоты 50 Гц в постоянный и плавного регулирования напряжения питания тяговых двигателей в режиме тяги, а также для обратного преобразования постоянного тока в однофазный переменный ток частотой 50 Гц и плавного регулирования величины противо-ЭДС инвертора в режиме рекуперативного торможения. На электровозе установлено два преобразователя, каждый из которых связан с одной из двух групп тяговых обмоток трансформатора и обеспечивает питание трёх параллельно соединённых тяговых электродвигателей. Каждый преобразователь состоит из силового блока, блока питания и блока диагностики. Управление преобразователем на электровозе осуществляется с помощью блока БУВИП-030.
Силовой блок имеет восемь плеч, каждое из которых состоит из двух последовательно и пяти параллельно соединённых тиристоров Т353-800. Блоки тиристоров расположены по высоте по 5 штук, а по горизонтали — по 8 штук (всего 40 тиристоров). Плечи 1, 2, 7 и 8 оснащены тиристорами 28 класса с неповторяющимся импульсным напряжением в закрытом состоянии не ниже 3600 В, а плечи 3, 4, 5 и 6 — тиристорами 32 класса.
Силовая схема преобразователя обеспечивает четырёхзонное регулирование выпрямленного напряжения при трёх секциях вторичной обмотки тягового трансформатора. Общий принцип действия силовой схемы такой же, как и на ВЛ80Р и ВЛ85 — напряжение регулируется тиристорами путём их открытия в нужный момент фазы. Существует четыре зоны напряжения, в которых идёт регулирование. Каждая зона обеспечивается подключением к соответствующим отводам тяговой обмотки силового трансформатора. В цепь каждого отвода трансформатора (всего отводов четыре) включена своя группа тиристоров. Это увеличивает вдвое число тиристоров на электровозе, но обеспечивает большую надёжность и позволяет обойтись без механического переключателя отводов, какой был на советском электровозе ОР22, также имевшем систему плавного регулирования на базе тиратронов — газоразрядных аналогов тиристоров. Выравнивание тока по параллельным ветвям плеч осуществляется путём подбора тиристоров по суммарному падению напряжения и диагонального подключения плеч. Система формирования импульсов служит для включения тиристоров силовой схемы ВИП, которая управляется аппаратурой управления электровоза.
Блок питания обеспечивает напряжением блоки управления, питаясь от обмотки собственных нужд тягового трансформатора. Он представляет собой транзисторный стабилизатор напряжения с параллельным регулирующим элементом. Стабилизатор позволяет с заданной точностью поддерживать постоянное напряжение на выходе при изменении входного напряжения в предела 250—470 В. Блок диагностики служит для контроля наличия пробитых тиристоров в плечах силового блока, пробитых транзисторов в блоке питания и системе формирования импульсов и подачи запускающих импульсов, а также позволяет контролировать алгоритм работы плеч преобразователя при работе его как на холостом ходу, так и под нагрузкой.
Выпрямительная установка возбуждения ВУВ-24 служит для выпрямления однофазного переменного тока частотой 50 Гц в постоянный и плавного регулирования тока в обмотках возбуждения тяговых двигателей при электрическом торможении. Он представляет собой двухполупериодный управляемый тиристорный выпрямитель, собранный по схеме с нулевой точкой. Каждое плечо выпрямителя состоит из трёх тиристоров, включённых параллельно.

#### Тяговые электродвигатели
На тележках электровоза установлено шесть коллекторных тяговых электродвигателей НБ-514 по два на каждую тележку с индивидуальным приводом на каждую ось. Двигатель НБ-514 представляет собой шестиполюсную компенсированную электрическую машину пульсирующего тока с последовательным возбуждением и независимой принудительной системой вентиляции. Охлаждающий воздух поступает в тяговый двигатель со стороны коллектора через вентиляционный люк и выходит из двигателя со стороны, противоположной коллектору через щелевые отверстия подшипникового щита.
Масса двигателя составляет 4288 кг, входное напряжение на коллекторе — 1000 В. В часовом и длительном режимах двигатель имеет следующие параметры:.
| Режим      | Мощность, кВт | Сила тока, А | Частота вращения, об./мин. | КПД  |
| ---------- | ------------- | ------------ | -------------------------- | ---- |
| часовой    | 850           | 905          | 905                        | 94,1 |
| длительный | 795           | 843          | 925                        | 94,3 |

#### Цепи управления
Зона и напряжение в ней выбираются поворотом штурвала контроллера машиниста на соответствующий угол. В системе управления имеется блок автоматического управления БАУ-2, обеспечивающий разгон электровоза до заданной скорости и с заданным током. Скорость выбирается специальной рукояткой, установленной над реверсивной. Также блок обеспечивает автоматическое рекуперативное торможение с дотормаживанием противовключением (реверсированием) тяговых двигателей при пропадании эффекта рекуперации на малой скорости. Предусмотрена возможность работы двух электровозов по системе многих единиц. Напряжение постоянного тока в цепи управления, как и у электровозов предыдущих серий, равно 50 В, цепи запущенного электровоза питаются от тягового трансформатора через преобразователь ТРПШ, при отстое от аккумуляторной батареи, размещённой под кузовом в двух ящиках с правой стороны электровоза. На ВЛ65-021 в опытном порядке была применена микропроцессорная система управления двигателями, которая после доводки стала применяться серийно на электровозах ЭП1.

#### Вспомогательные машины
Для питания вспомогательных машин (четыре мотор-вентилятора, два мотор-компрессора, мотор-насос трансформатора) трёхфазным током напряжением 380 В и частотой 50 Гц. Мотор-насос 4ТТ-63 без изменений взят с ВЛ80 и ВЛ85, двигатели компрессоров и вентиляторов новые — типа НВА-55, четырёхполюсные. На электровозах ВЛ ранее применялся фазорасщепитель (асинхронный двигатель особой конструкции), на ВЛ65 же применена конденсаторная схема. Пневматические цепи обеспечиваются сжатым воздухом двумя быстроходными компрессорами ВУ-3,5 с прямым (безредукторным) приводом, применёнными также на промышленной модификации тепловоза ТЭМ7. Мотор-вентиляторы центробежные одноколёсные. Мотор-вентилятор № 1 охлаждает ВИП № 1 и тяговые двигатели первой тележки, мотор-вентилятор № 2 — ВИП № 2 и тяговые двигатели третьей тележки, мотор-вентилятор № 3 — выпрямительную установку возбуждения, тяговый трансформатор и тяговые двигатели средней тележки, мотор-вентилятор № 4 — блок балластных резисторов, используемый для ограничения тока тяговых двигателей в генераторном (рекуперативном) режиме.

## Эксплуатация

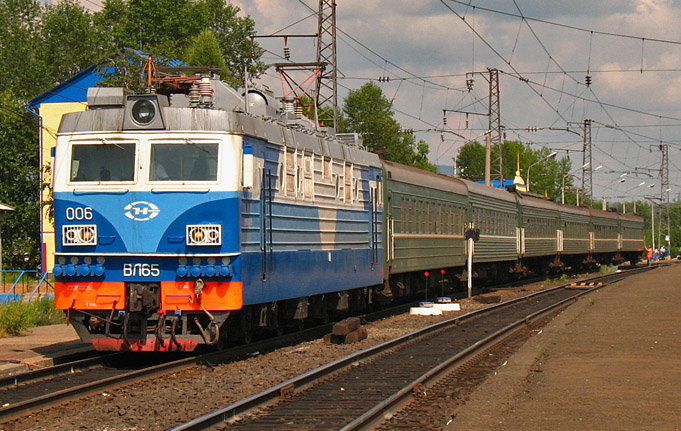
ВЛ65-006 с пассажирским поездом

С завода-изготовителя электровозы поступали в депо Иркутск-Сортировочный Восточно-Сибирской железной дороги и депо Белогорск Забайкальской железной дороги, ВЛ65-003 и 004 примерно до 2000 года работали в депо Красноуфимск Горьковской железной дороги. В середине 2000-х годов все электровозы депо Белогорск, за исключением № 016, переданы в депо Северобайкальск. С 2005 по 2008 год ВЛ65 эксплуатировались в депо Карталы Южно-Уральской железной дороги, куда было передано 24 локомотива из депо Иркутск-Сортировочный и 5 локомотивов из депо Белогорск. С 2008 года вся серия ВЛ65 была сосредоточена в депо Северобайкальск, а в 2015 году электровозы переведены в депо Нижнеудинск, где эксплуатируются по настоящее время. Изначально ВЛ65 работали преимущественно с пассажирскими и почтово-багажными поездами, в настоящее время бо́льшая часть электровозов находится в эксплуатации на маневрово-вывозной работе и с хозяйственными поездами, часть находится на консервации. Опытный ВЛ65-016 длительное время не эксплуатировался, в январе 2018 года был списан в депо Белогорск .

### Комментарии
1. ↑  При скорости до 10 км/ч
2. ↑  Передаточное отношение редуктора у ВЛ65 меньше чем у ЭП1/ЭП1М и особенно ЭП1П, хотя локомотив и является менее скоростным. Это обусловлено тем, что на ВЛ65 применяются двигатели НБ-514 с меньшей частотой вращения, чем НБ-520В у ЭП1